# Dąbkowizna (przystanek kolejowy)
Dąbkowizna – przystanek kolejowy w gminie Nieporęt, województwie mazowieckim, w Polsce. Na przystanku osobowym znajduje się peron jednokrawędziowy. Na peronie znajduje się tablica z nazwą stacji i gablota z rozkładem.

## Ruch pasażerski[1]
| Rok  | Wymiana pasażerska na dobę |
| ---- | -------------------------- |
| 2017 | 0-9                        |
| 2018 | 0-9                        |
| 2019 | 0-9                        |
| 2020 | 20-49                      |
| 2021 | 20-49                      |
| 2022 | 20-49                      |
| 2023 | 50-99                      |